# Кора (збирка поезије)
„Кора“ је збирка песама српског модернистичког песника Васка Попе из 1953. Збирка се састоји из четири песничка циклуса: Опседнута ведрина, Предели, Списак и Далеко у нама. У Кори је дата визија човека у десакрализованом космосу, у свету без средишта и осовине, суоченог са бесмислом, претњом, са чудовиштима у свакодневости, као и визија човека који инсистира на својој људскости, која је његова једина одбрана, једино оправдање и једина могућност сагледавања смисла у несмислу. Збирку одликује једноставност израза коју песник постиже употребом простијих синтаксичких конструкција, обилатим коришћењем говорних обрта и фраза, као и сталним ослањањем на формулу краћих фолклорних облика.
Када се песничка збирка појавила 1953. изазвала је јавну полемику везану за њену естетску вредност. Милан Богдановић је у својој рецензији оштро напао Попину поезију називајући је надреалистичким бунцањем без смисла. У њену одбрану иступио је Зоран Мишић инсистирајући да песме у Кори нису надреалистичке и ирационалне, истичући да су Попине поетске визије сводиве на своју рационалну суштину и да се логички готово увек могу до краја одгонетнути. Пошто је овом збирком радикално прекинуто са поезијом социјалистичког реализма, доминатним моделом певања тога времена, Кора заузима револуционарно место у историји српске књижевности и битно ће предодредити њене будуће токове.
Иако су Попине песничке збирке познате по томе што су пропраћене јединственим визуелним знаком, такозваним знамењем, прво издање Коре није имало овакву врсту амблема. Данашње препознатљиво знамење Коре први пут се појавило као вињета на издању из 1956. са напоменом: мотив са народног ћилима. Попа је касније овај цртеж назвао шапа звери. То је једино песниково знамење које није цртано према песниковој замисли, већ је преузето са конкретне слике и представља стилизовану фигуру звери из народне демонологије.